# Ptasia Góra (Góry Bystrzyckie)
Ptasia Góra (745 m n.p.m.) – wzniesienie w południowo-zachodniej Polsce w Sudetach Środkowych w Górach Bystrzyckich.
Góra położona jest około 2,0 km na południowy wschód od centrum Dusznik-Zdroju, w północno-zachodniej części Gór Bystrzyckich.
Jest to kopulaste wzniesienie porośnięte lasem świerkowym, regla dolnego z domieszką drzew liściastych, stromo opadające w kierunku północno-zachodnim w stronę Dusznik. Północne zbocze w niższych partiach zajmują górskie łąki. Na północnym zboczu góry znajduje się schronisko pod Muflonem.
Na Ptasiej Górze zadomowiły się muflony, które sprowadzono tutaj z Włoch w XVIII wieku.

## Szlaki turystyczne
Przez Ptasią Górę przechodzą dwa szlaki turystyczne:
- – prowadzi zachodnim zboczem z Dusznik-Zdroju do Zieleńca,
- – prowadzi północnym zboczem z Dusznik-Zdroju do Polanicy-Zdroju.